# Foot of the Mountain
Foot of the Mountain é o nono álbum de estúdio da banda a-ha. Foi lançado em 12 de junho na Polônia e na Alemanha pela Universal Music. Liderou as paradas na Alemanha e ficou em segundo lugar na Noruega e quinto na Grã-Bretanha.

## Faixas
1. "The Bandstand" (Waaktaar-Savoy/Furuholmen) - 4:02
2. "Riding The Crest" (Waaktaar-Savoy/Furuholmen) - 4:16
3. "What There Is" (Waaktaar-Savoy/Furuholmen) - 3:42
4. "Foot Of The Mountain" (Waaktaar-Savoy/Furuholmen/M. Terefe) - 3:56
5. "Real Meaning" (Waaktaar-Savoy/Furuholmen) - 3:38
6. "Shadowside" (Waaktaar-Savoy) - 4:55
7. "Nothing Is Keeping You Here" (Waaktaar-Savoy) - 3:16
8. "Mother Nature Goes To Heaven" (Waaktaar-Savoy) - 4:07
9. "Sunny Mystery" (Furuholmen) - 3:30
10. "Start The Simulator" (Waaktaar-Savoy) - 5:17

## Créditos
- Morten Harket: Vocal
- Magne Furuholmen: Teclado e Vocal
- Paul Waaktaar-Savoy: Guitarra e Vocal